# Wolfgang Mayer (Politiker)
Wolfgang Mayer (* 22. Dezember 1978 in Oberndorf) ist ein österreichischer Politiker (ÖVP) und Landesgeschäftsführer der Salzburger Volkspartei. Er ist seit 2013 Abgeordneter zum Salzburger Landtag und seit Februar 2021 Klubobmann.

## Ausbildung und Beruf
Mayer begann seine Schulausbildung 1985 an der Volksschule in Faistenau, bevor er 1989 an das Kollegium Borromaeum Salzburg wechselte. Er legte hier im Mai 1997 die Matura mit ausgezeichnetem Erfolg ab und verbrachte in der Folge zwischen September und Oktober 1997 einen Intensivsprachkurs in Granada. 1998 begann er ein Studium der Politikwissenschaft und Geschichte an der Paris Lodron Universität Salzburg, wobei er im Februar bzw. März die Diplomprüfung für Geschichte bzw. für Politikwissenschaften mit Auszeichnung ablegte. Seit 1998 ist er Mitglied der katholischen Studentenverbindung KÖHV Rheno-Juvavia Salzburg im ÖCV. Er setzte sein Studium der Politikwissenschaften zwischen 2001 und 2002 am Institut d'Études Politiques de Lyon an der Universität Lyon II fort und bekam im Mai 2003 den akademischen Grad Mag. phil. am Institut für Politikwissenschaften in Salzburg verliehen. Im Dezember 2003 bekam er zudem ein Leistungsstipendium der Universität Salzburg.
Beruflich war Mayer zwischen 2003 und 2004 im Bereich Organisation und Marketing im Landtagswahlkampf für die ÖVP Salzburg tätig, bevor er zwischen 2004 und 2009 als Klubdirektor im ÖVP-Gemeinderatsklub arbeitete. Daneben leitete er zwischen 2008 und 2009 auch den Wahlkampf der ÖVP Stadt Salzburg und von Bürgermeisterstellvertreter Harald Preuner. In der Folge war er 2009 auch Büroleiter im Büro von Stadträtin Claudia Schmidt und von 2009 bis 2011 politischer Direktor der ÖVP Salzburg, bevor er im Jahr 2011 schließlich die Stelle des Landesgeschäftsführers der Salzburger Volkspartei übernahm.

## Politik
Wolfgang Mayer trat bei der Landtagswahl 2013 für die ÖVP an und wurde am 19. Juni 2013 als Abgeordneter angelobt. Er ist Bereichsprecher für Sicherheit, Wohnen/Raumordnung und  Rettungswesen innerhalb des ÖVP Landtagsklubs. 
Nach dem Wechsel von Daniela Gutschi als Landesrätin in die Landesregierung Haslauer jun. II Anfang Februar 2021 folgte er ihr als Klubobmann des ÖVP-Klubs im Salzburger Landtag nach.
Nach dem angekündigten Rückzug von Landeshauptmann Wilfried Haslauer junior gab er im Jänner 2025 bekannt, sein Amt als Generalsekretär der ÖVP Salzburg zurückzulegen.